# 萊茲拉 (喬治亞州)
萊茲拉（英語：Lizella）是位於美國喬治亞州比伯縣的一個非建制地區。該地的面積和人口皆未知。

## 地理
萊茲拉的座標為32°48′26″N 83°49′12″W / 32.80722°N 83.82000°W，而該地的平均海拔高度為171米（即561英尺）。